# Phenacoccus minimus
Phenacoccus minimus är en insektsart som beskrevs av Richard C. Tinsley 1898. Phenacoccus minimus ingår i släktet Phenacoccus och familjen ullsköldlöss. Inga underarter finns listade i Catalogue of Life.